# Gianluca Mancini
Gianluca Mancini (phát âm tiếng Ý: [dʒanˈluːka manˈtʃiːni], sinh ngày 17 tháng 4 năm 1996) là một cầu thủ bóng đá chuyên nghiệp người Ý hiện đang thi đấu ở vị trí trung vệ cho câu lạc bộ Serie A Roma và đội tuyển bóng đá quốc gia Ý.

## Sự nghiệp câu lạc bộ

### Sự nghiệp ban đầu
Mancini chơi cho Valdarno Calcio và Fiorentina khi còn trẻ. Anh thi đấu cho đội U-19 cho đến năm 2015.

### Perugia
Mancini gia nhập Perugia theo dạng cho mượn vào giữa năm 2015 kèm theo tùy chọn mua đứt. Anh ra mắt chuyên nghiệp ở Serie B cho Perugia vào ngày 11 tháng 9 năm 2015 trong trận đấu với Pescara.
Sau một thời gian ngắn trở lại Fiorentina vì câu lạc bộ đã thực hiện phương án ngược lại, Fiorentina thông báo rằng câu lạc bộ đã bán Mancini miễn phí hoàn toàn cho Perugia. Sau đó, người ta tiết lộ rằng Fiorentina đã đạt đủ điều kiện nhận 50% phí chuyển nhượng trong tương lai.

### Atalanta
Vào tháng 1 năm 2017, Mancini và Alessandro Santopadre, con trai của Massimiliano Santopadre, chủ tịch Perugia, đã ký hợp đồng với Atalanta với phí chuyển nhượng lần lượt là 200.000 euro và 1 triệu euro. Họ ngay lập tức được cho Perugia mượn từ Atalanta. Thỏa thuận này sau đó bị công tố viên cáo buộc là thao túng phí chuyển nhượng khi giá của Santopadre bị phóng đại và Mancini bị đánh giá thấp. Dù vậy, chủ tịch và cả hai câu lạc bộ đều được trắng án mọi hành vi sai trái vào tháng 7 năm 2018.
Mancini ra mắt ở Serie A cho câu lạc bộ trong trận hòa 1–1 trước đội bóng cũ Fiorentina khi vào sân thay cho Rafael Tolói sau 25 phút.
Vào ngày 4 tháng 2 năm 2018, anh ghi bàn thắng đầu tiên ở Serie A trong trận thắng 1–0 của Atalanta trước Chievo.

### Roma
Vào tháng 7 năm 2019, Mancini được cho mượn từ đối thủ cùng giải vô địch quốc gia là A.S. Roma cho mùa giải 2019–20 với nghĩa vụ mua đứt có điều kiện khoảng 13 triệu euro kèm theo chi phí phụ và 10% phí mua bán. Đồng thời, Mancini gia nhập Roma theo dạng mua đứt ở mùa giải 2020–21. Vào mùa giải 2021–22, anh đã cùng câu lạc bộ vô địch Conference League. Vào tháng 7 năm 2022, anh đã gia hạn hợp đồng với câu lạc bộ cho đến hết mùa giải 2026–27.

## Sự nghiệp quốc tế
Vào ngày 1 tháng 9 năm 2017, Mancini đã có trận ra mắt quốc tế với đội tuyển U-21 Ý trong trận thua giao hữu 3–0 trước Tây Ban Nha. Bên cạnh đó, anh đã tham gia Giải vô địch U-21 châu Âu 2019.
Vào ngày 15 tháng 3 năm 2019, Mancini được triệu tập bởi Roberto Mancini cho các trận đấu vòng loại UEFA Euro 2020 của Ý gặp Phần Lan và Liechtenstein. Vào ngày 26 tháng 3, anh ra mắt cho đội tuyển quốc gia trong chiến thắng 6–0 trên sân nhà trước Liechtenstein.
Anh được xác nhận có mặt trong đội hình chung cuộc tham dự UEFA Euro 2024.

## Đời tư
Vào tháng 12 năm 2019, Gianluca kết hôn với người bạn đời lâu năm của mình là Elisa và họ có hai cô con gái. Anh không có quan hệ họ hàng với huấn luyện viên bóng đá người Ý Roberto Mancini mặc dù có chung họ tên.

## Thống kê sự nghiệp

### Câu lạc bộ
Tính đến 26 tháng 5 năm 2024
| Câu lạc bộ          | Mùa giải            | Giải vô địch        | Giải vô địch | Giải vô địch | Cúp quốc gia | Cúp quốc gia | Châu lục | Châu lục | Khác | Khác | Tổng cộng | Tổng cộng |
| Câu lạc bộ          | Mùa giải            | Hạng đấu            | Trận         | Bàn          | Trận         | Bàn          | Trận     | Bàn      | Trận | Bàn  | Trận      | Bàn       |
| ------------------- | ------------------- | ------------------- | ------------ | ------------ | ------------ | ------------ | -------- | -------- | ---- | ---- | --------- | --------- |
| Perugia             | 2015–16             | Serie B             | 12           | 0            | 2            | 0            | —        | —        | —    | —    | 14        | 0         |
| Perugia             | 2016–17             | Serie B             | 13           | 1            | 1            | 0            | —        | —        | 2    | 0    | 16        | 1         |
| Perugia             | Tổng cộng           | Tổng cộng           | 25           | 1            | 3            | 0            | —        | —        | 2    | 0    | 30        | 1         |
| Atalanta            | 2017–18             | Serie A             | 11           | 1            | 2            | 0            | 0        | 0        | —    | —    | 13        | 1         |
| Atalanta            | 2018–19             | Serie A             | 30           | 5            | 2            | 0            | 3        | 1        | —    | —    | 35        | 6         |
| Atalanta            | Tổng cộng           | Tổng cộng           | 41           | 6            | 4            | 0            | 3        | 1        | —    | —    | 48        | 7         |
| Roma (mượn)         | 2019–20             | Serie A             | 32           | 1            | 2            | 0            | 7        | 0        | —    | —    | 41        | 1         |
| Roma                | 2020–21             | Serie A             | 33           | 4            | 1            | 0            | 7        | 1        | —    | —    | 41        | 5         |
| Roma                | 2021–22             | Serie A             | 33           | 0            | 1            | 0            | 12       | 1        | —    | —    | 46        | 1         |
| Roma                | 2022–23             | Serie A             | 35           | 1            | 2            | 0            | 14       | 0        | —    | —    | 51        | 1         |
| Roma                | 2023–24             | Serie A             | 36           | 4            | 1            | 0            | 12       | 3        | —    | —    | 49        | 7         |
| Roma                | Tổng cộng           | Tổng cộng           | 169          | 10           | 7            | 0            | 52       | 5        | —    | —    | 228       | 15        |
| Tổng cộng sự nghiệp | Tổng cộng sự nghiệp | Tổng cộng sự nghiệp | 235          | 17           | 14           | 0            | 55       | 6        | 2    | 0    | 306       | 23        |

1. ↑  Bao gồm Coppa Italia
2. ↑  Ra sân tại play-off thăng hạng/xuống hạng Serie B
3. 1 2 3 4 5  Ra sân tại UEFA Europa League
4. ↑  Ra sân tại Europa Conference League

### Quốc tế
Tính đến 29 tháng 6 năm 2024
| Đội tuyển quốc gia | Năm       | Trận | Bàn |
| ------------------ | --------- | ---- | --- |
| Ý                  | 2019      | 3    | 0   |
| Ý                  | 2020      | 1    | 0   |
| Ý                  | 2021      | 2    | 0   |
| Ý                  | 2022      | 3    | 0   |
| Ý                  | 2023      | 2    | 0   |
| Ý                  | 2024      | 3    | 0   |
| Tổng cộng          | Tổng cộng | 14   | 0   |

## Danh hiệu

### Câu lạc bộ
Roma
- UEFA Europa Conference League: 2021–22[17]
- Á quân UEFA Europa League: 2022–23[18]

### Cá nhân
- Đội hình tiêu biểu nhất UEFA Europa League: 2020–21,[19] 2023–24[20]